# Barrage Duncan
Le barrage Duncan (anglais : Duncan Dam) est un barrage sur la Duncan en Colombie-Britannique, au Canada. Sans capacité de production hydroélectrique, il contrôle uniquement le flux arrivant dans la Kootenay.
Il fut construit dans le cadre du Traité du fleuve Columbia.